# Marbré
Pour le gâteau, voir gâteau marbré.
Lithognathus mormyrus
Espèce
Statut de conservation UICN

 LC  : Préoccupation mineure
Le marbré (Lithognathus mormyrus) est une espèce de poissons marins de la famille des Sparidés.

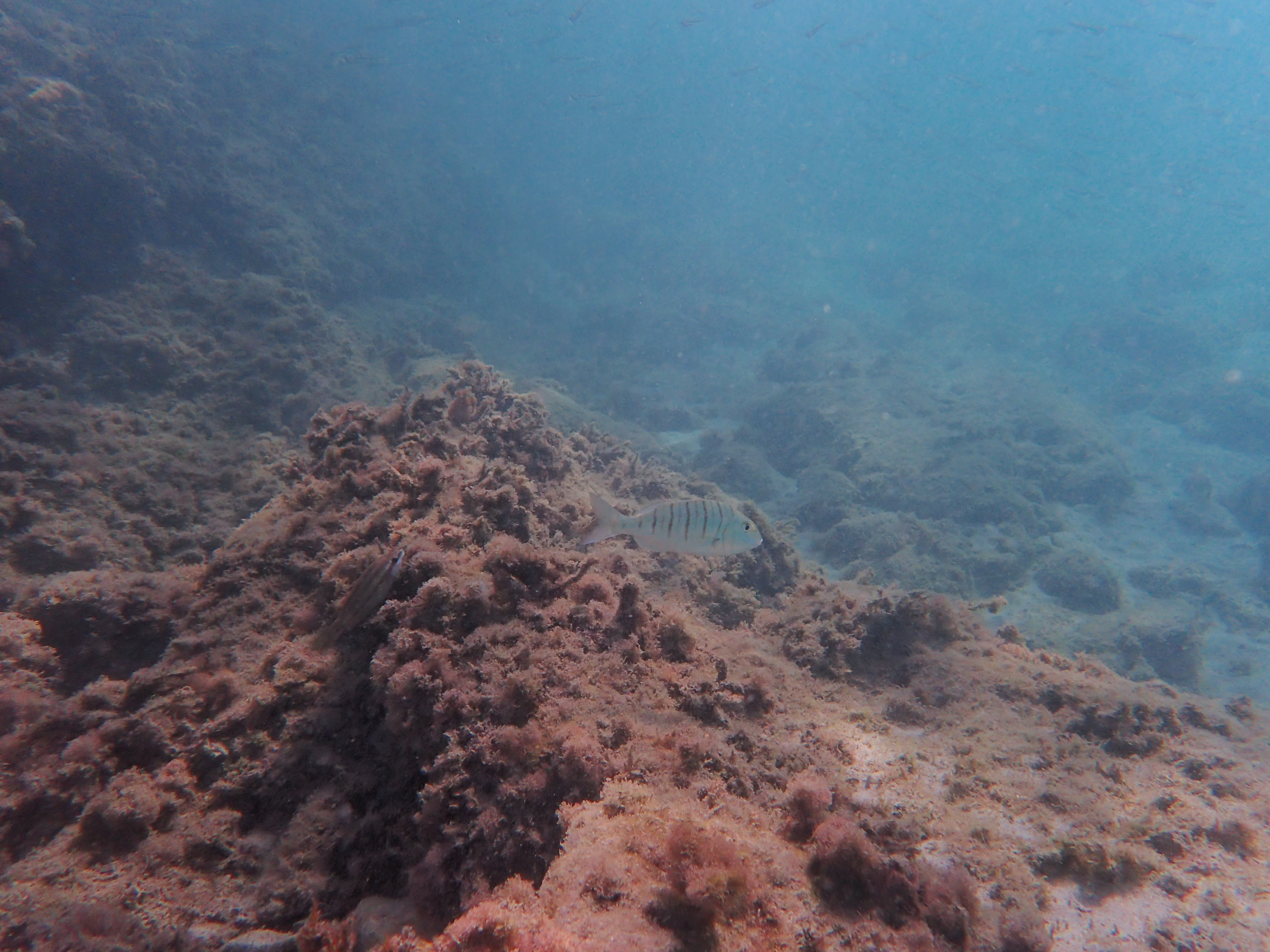
Un marbré adulte solitaire

## Alimentation
Le marbré est un poisson fouisseur qui fréquente les zones sableuses et sablo-vaseuses. Son alimentation se constitue donc de vers (annélides), de petits crustacés (crabes, bernard-l'hermite, matchottes...) et de bivalve (tellines...).

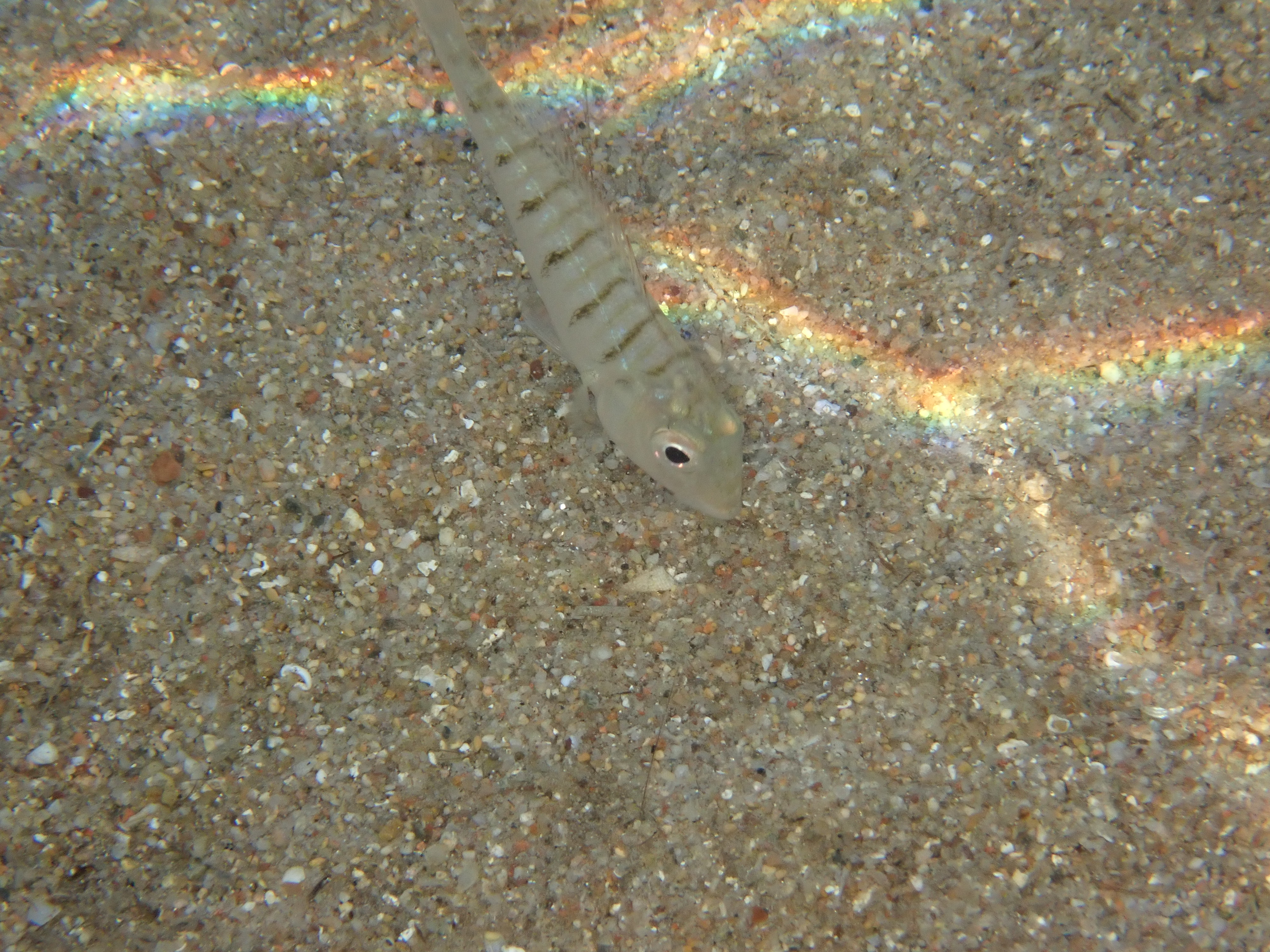
Marbré juvénile cherchant sa nourriture dans le sable

## Taille
Un marbré de taille commune mesure généralement 30 cm pour un poids estimé entre 350 et 450 g. Les plus gros individus peuvent cependant dépasser les 45 cm pour des poids atteignant plus de 1,2 kg.

## Répartition
Le marbré est présent dans le bassin méditerranéen et sur les côtes atlantiques du Sud-Ouest de la France. Il occupe les plages de sable à la belle saison et se trouve régulièrement entre les pieds des baigneurs. Il profite en effet des remous occasionnés pour se nourrir et se saisir des proies découvertes. 

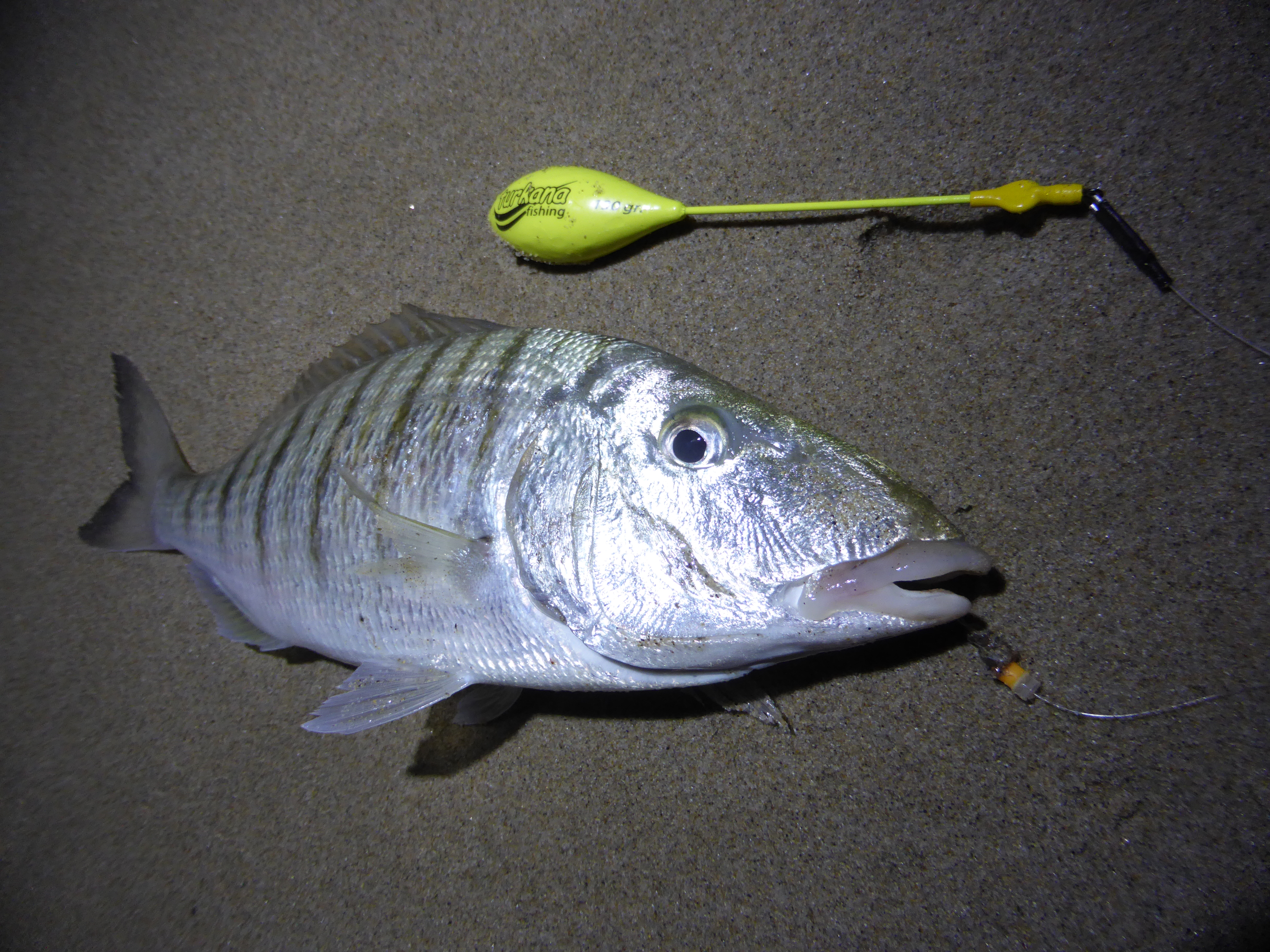
Marbré pêché en surfcasting sur Marseille
Appât : Ver de sable